# ルイーズ・ディアーヌ・ドルレアン
ルイーズ・ディアーヌ・ドルレアン（Louise Diane d'Orléans, 1716年6月27日 - 1736年9月26日）は、コンティ公ルイ・フランソワ1世の妻。

## 生涯
オルレアン公フィリップ2世と妻フランソワーズの末娘として、パリのパレ・ロワイヤルで生まれた。1731年12月にルイ・フランソワと婚約し、翌年1月にヴェルサイユ宮殿の王室礼拝堂で結婚した。
1734年に長男ルイ・フランソワ・ジョゼフ（のちのコンティ公ルイ・フランソワ2世）を出産した。1736年9月、イッシー（現在のイシー＝レ＝ムリノー、オー＝ド＝セーヌ県の町）で第2子を死産した後に急死した。遺体はサンタンドレ・デザルク教会に葬られた。